# Agrapha porphyrea
Agrapha porphyrea is een vlinder uit de familie uilen (Noctuidae). De wetenschappelijke naam van deze soort is voor het eerst geldig gepubliceerd in 1970 door Dufay.
De soort komt voor in tropisch Afrika.